# 美風舞良
美風 舞良（みかぜ まいら、10月11日 - ）は、宝塚歌劇団花組に所属する娘役。花組組長。
大阪府摂津市、府立吹田東高等学校出身。身長158cm。愛称は「あおい」、「まいら」。

## 来歴
1994年、宝塚音楽学校入学。
1996年、音楽学校卒業後、宝塚歌劇団に82期生として入団。入団時の成績は14番。月組公演「CAN-CAN／マンハッタン不夜城」で初舞台。その後、花組に配属。
1998年1月1日付で、宙組創設に伴う発足メンバーとして宙組へ組替え。
2014年7月28日付で宙組副組長に就任。
2021年5月11日付で花組へと組替えし、7月5日付で花組副組長に就任。
2022年2月7日付で花組組長に就任。

## 主な舞台

### 初舞台
- 1996年3 - 5月、月組『CAN-CAN』『マンハッタン不夜城』（宝塚大劇場のみ）

### 花組時代
- 1996年6 - 11月、『ハウ・トゥー・サクシード』
- 1997年2 - 3月、『失われた楽園』『サザンクロス・レビュー』（宝塚大劇場）
- 1997年4 - 5月、『風と共に去りぬ』（全国ツアー）
- 1997年6月、『失われた楽園』『サザンクロス・レビュー』（東京宝塚劇場）
- 1997年8 - 9月、『ザッツ・レビュー』（宝塚大劇場のみ）

### 宙組時代
- 1998年1月、『夢幻宝寿頌』『This is TAKARAZUKA!』（香港カルチュラルセンター）
- 1998年3 - 8月、『エクスカリバー』『シトラスの風』
- 1998年10 - 1999年3月、『エリザベート』
- 1999年5月、『Crossroad』（ドラマシティ）
- 1999年6 - 8月、『激情』『ザ・レビュー'99』（宝塚大劇場）
- 1999年9月、『Crossroad』（日本青年館）
- 1999年10 - 11月、『激情』『ザ・レビュー'99』（1000days劇場）
- 2000年1 - 5月、『砂漠の黒薔薇』 - 新人公演：ミスカー（本役：陵あきの）『GLORIOUS!!』
- 2000年6 - 7月、『FREEDOM-ミスター・カルメン-』（バウホール・日本青年館） - マリー
- 2000年8 - 12月、『望郷は海を越えて』 - 新人公演：ナスターシャ（本役：南城ひかり）『ミレニアム・チャレンジャー!』
- 2001年2月、『望郷は海を越えて』『ミレニアム・チャレンジャー!』（中日劇場）
- 2001年4 - 8月、『ベルサイユのばら2001-フェルゼンとマリー・アントワネット編-』 - 新人公演：シッシーナ公爵夫人（本役：久路あかり）
- 2001年9月、『フィガロ!』（バウホール・日本青年館） - ロジーナ
- 2001年11 - 12月、『カステル・ミラージュ』 - ナタリー、新人公演：ドリス（本役：出雲綾）『ダンシング・スピリット!』（宝塚大劇場）
- 2002年2 - 3月、『カステル・ミラージュ』 - ナタリー、新人公演：ドリス（本役：出雲綾）『ダンシング・スピリット!』（東京宝塚劇場）
- 2002年4 - 5月、『カステル・ミラージュ』 - ドリス『ダンシング・スピリット!』（全国ツアー）
- 2002年7 - 11月、『鳳凰伝』 - 四天女（未）、新人公演：北京の民（女）歌手（本役：鈴奈沙也）『ザ・ショー・ストッパー』
- 2003年1月、『おーい春風さん』 - 巡礼『春ふたたび』 - かつら（バウホール）
- 2003年2 - 6月、『傭兵ピエール』 - アンヌ『満天星大夜總会』
- 2003年8月、『鳳凰伝』 - 四天女（未）『ザ・ショー・ストッパー』（博多座）
- 2003年10 - 2004年2月、『白昼の稲妻』 - シモーヌ『テンプテーション!』
- 2004年3月、『BOXMAN-俺に破れない金庫などない-』（日本青年館・ドラマシティ） - フローラ
- 2004年5 - 8月、『ファントム』 - フローレンス
- 2004年10 - 11月、『THE LAST PARTY』（バウホール） - MAIRA／ローラ・ガスリー
- 2005年1 - 4月、『ホテル ステラマリス』『レヴュー伝説』
- 2005年5 - 6月、『ホテル ステラマリス』 - サリー・ブランシェット『レヴュー伝説』（全国ツアー）
- 2005年8 - 11月、『炎にくちづけを』 - ハラー『ネオ・ヴォヤージュ』
- 2006年1月、『不滅の恋人たちへ』（バウホール） - ジャンヌ・ドルヴァル
- 2006年2月、『THE LAST PARTY』（日本青年館） - MAIRA／ローラ・ガスリー
- 2006年3 - 7月、『NEVER SAY GOODBYE』 - パティ
- 2006年8月、『コパカバーナ』（博多座） - グラディス・マーフィー
- 2006年11 - 2007年2月、『維新回天・竜馬伝!』『ザ・クラシック』
- 2007年3 - 4月、『A／L（アール）-怪盗ルパンの青春-』（ドラマシティ・日本青年館・中日劇場） - ヴィクトワール・ル・ブラン
- 2007年6 - 9月、『バレンシアの熱い花』 - ファニータ『宙 FANTASISTA!』
- 2007年11月、『THE SECOND LIFE』（バウホール） - ケイト・ミラー
- 2008年2 - 5月、『黎明（れいめい）の風』 - 東京ローズ『Passion 愛の旅』
- 2008年6 - 7月、『殉情（じゅんじょう）』（バウホール） - おきみ
- 2008年9 - 12月、『Paradise Prince（パラダイス プリンス）』 - サマンサ『ダンシング・フォー・ユー』
- 2009年2 - 3月、『逆転裁判-蘇る真実-』（バウホール・日本青年館） - ロッタ・ハート
- 2009年4 - 7月、『薔薇に降る雨』 - コレット『Amour それは…』
- 2009年8 - 9月、『逆転裁判2 -蘇る真実、再び…-』（バウホール・赤坂ACTシアター） - ロッタ・ハート
- 2009年11 - 2010年2月、『カサブランカ』 - カーティス妻
- 2010年3月、『Je Chante（ジュ シャント）-終わりなき喝采-』（バウホール） - ベル
- 2010年5 - 8月、『TRAFALGAR（トラファルガー）』 - キャドガン夫人『ファンキー・サンシャイン』
- 2010年9月、蘭寿とむコンサート『“R”ising!!』（バウホール・昭和女子大学人見記念講堂）
- 2010年11 - 2011年1月、『誰がために鐘は鳴る』 - メリーナ
- 2011年3月、『ヴァレンチノ』（ドラマシティ） - マダム／テックス・ギナン
- 2011年5 - 8月、『美しき生涯』 - 加藤嘉明の妻『ルナロッサ』
- 2011年8月、『ヴァレンチノ』（日本青年館） - マダム／テックス・ギナン
- 2011年10 - 12月、『クラシコ・イタリアーノ』 - マリーナ・プッティ『NICE GUY!!』
- 2012年1 - 2月、『ロバート・キャパ 魂の記録』（バウホール・日本青年館） - ジャンヌ
- 2012年4 - 7月、『華やかなりし日々』 - セシル・リー『クライマックス』
- 2012年8 - 11月、『銀河英雄伝説@TAKARAZUKA』 - ベーネミュンデ侯爵夫人
- 2013年1月、『銀河英雄伝説@TAKARAZUKA』（博多座） - ベーネミュンデ侯爵夫人
- 2013年3 - 6月、『モンテ・クリスト伯』 - ミス・メアリー『Amour de 99!!-99年の愛-』 初エトワール
- 2013年7 - 8月、『the WILD Meets the WILD』（バウホール） - ヒラリー・ノースブルック
- 2013年9 - 12月、『風と共に去りぬ』 - ピティパット
- 2014年2月、『ロバート・キャパ 魂の記録』 - ジャンヌ『シトラスの風II』（中日劇場）
- 2014年5 - 7月、『ベルサイユのばら-オスカル編-』 - カトリーヌ
- 2014年11 - 2015年2月、『白夜の誓い -グスタフIII世、誇り高き王の戦い-』 - ロビーサ・ウルリカ『PHOENIX 宝塚!!-蘇る愛-』
- 2015年4月、『New Wave!-宙-』（バウホール）
- 2015年6 - 8月、『王家に捧ぐ歌』 - ファトマ
- 2015年10 - 11月、『メランコリック・ジゴロ』 - イレーネ『シトラスの風III』（全国ツアー）
- 2016年1 - 3月、『Shakespeare〜空に満つるは、尽きせぬ言の葉〜』 - メアリ・シェイクスピア『HOT EYES!!』
- 2016年5月、『ヴァンパイア・サクセション』（ドラマシティ・KAAT神奈川芸術劇場） - グレンダ・ソールズベリー
- 2016年7 - 10月、『エリザベート-愛と死の輪舞（ロンド）-』 - ルドヴィカ公爵夫人
- 2016年11 - 12月、『双頭の鷲』（バウホール・KAAT神奈川芸術劇場） - エディット・ド・ベルク
- 2017年2 - 4月、『王妃の館-Château de la Reine-』 - 下田ふさ子『VIVA! FESTA!』
- 2017年6月、『パーシャルタイムトラベル 時空の果てに』（バウホール） - サラ／アンヌ・マリー
- 2017年8 - 11月、『神々の土地』 - クセニヤ・ロマノヴァ『クラシカル ビジュー』
- 2018年1月、『不滅の棘（とげ）』（ドラマシティ・日本青年館） - カメリア
- 2018年3 - 6月、『天（そら）は赤い河のほとり』 - ハトホル『シトラスの風-Sunrise-』
- 2018年8月、『ハッスル メイツ!』（バウホール）
- 2018年10 - 12月、『白鷺（しらさぎ）の城（しろ）』 - 狐（常陸）『異人たちのルネサンス』 - ロザンナ
- 2019年2月、『黒い瞳』 - ヴァシリーサ『VIVA! FESTA! in HAKATA』（博多座）
- 2019年4 - 7月、『オーシャンズ11』 - アン・ウッズ
- 2019年9月、『リッツ・ホテルくらいに大きなダイヤモンド』（バウホール） - クレメンタイン
- 2019年11 - 2020年2月、『El Japón（エル ハポン）-イスパニアのサムライ-』 - 王妃マルガレーテ『アクアヴィーテ（aquavitae）!!』
- 2020年11 - 2021年2月、『アナスタシア』 - アレクサンドラ皇后
- 2021年4月、『夢千鳥』（バウホール） - 笠井定代／記者／教師

### 花組時代
- 2021年8 - 9月、『銀ちゃんの恋』（KAAT神奈川芸術劇場・ドラマシティ） - 秘書（中山）／村の女（歌手）
- 2021年11 - 2022年2月、『元禄バロックロック』 - ケイショウイン『The Fascination（ザ ファシネイション）!』
- 2022年3 - 4月、『冬霞（ふゆがすみ）の巴里』（ドラマシティ・東京建物 Brillia HALL） - サラ・ルナール
- 2022年6 - 9月、『巡礼の年〜リスト・フェレンツ、魂の彷徨〜』 - ル・ヴァイエ侯爵夫人『Fashionable Empire』
- 2022年10 - 11月、『殉情（じゅんじょう）』（バウホール） - しげ
- 2023年1 - 3月、『うたかたの恋』 - ジェシカ『ENCHANTEMENT（アンシャントマン）-華麗なる香水（パルファン）-』
- 2023年5月、『舞姫』（バウホール） - 太田倫
- 2023年7 - 10月、『鴛鴦歌合戦（おしどりうたがっせん）』 - 天風院『GRAND MIRAGE!』
- 2023年11 - 12月、『激情』 - フラスキータ『GRAND MIRAGE!』（全国ツアー）
- 2024年2 - 5月、『アルカンシェル』 - マダム・フランソワーズ・ニコル
- 2024年7 - 8月、『Liefie（リーフィー）-愛しい人-』（日本青年館・ドラマシティ） - マイラ
- 2024年9 - 2025年1月、『エンジェリックライ』 - アズラエル『Jubilee（ジュビリー）』
- 2025年6 - 9月、『悪魔城ドラキュラ／愛, Love Revue!』 - マザー・フルーラ
- 2025年11 - 12月、『DEAN』（ドラマシティ・日本青年館ホール）

## 出演イベント
- 1997年9 - 10月、香寿たつきディナーショー『Kojuの森』
- 1997年12月、『レビュー・スペシャル'97』
- 1998年9月、朝海ひかるエスプリコンサート『Monochrome Venus』
- 1998年10月、第39回『宝塚舞踊会』
- 1998年12月、『レビュー・スペシャル'98』
- 2000年9月、TCAスペシャル2000『KING OF REVUE』[注釈 1]
- 2000年12月、『アデューTAKARAZUKA1000days劇場サヨナライベント』
- 2001年3月、『ベルサイユのばら2001』前夜祭
- 2001年9月、『ベルサイユのばら メモランダム』
- 2001年10月、第42回『宝塚舞踊会』
- 2002年1月、『宙組エンカレッジ・コンサート』
- 2003年4月、和央ようかディナーショー『So in Love』[7]
- 2003年11 - 12月、初風緑コンサート『Carmine-カーマイン-』[8]
- 2006年9月、『宙組エンカレッジ・コンサート』[9]
- 2012年2月、第22回『イゾラベッラ サロンコンサート』 主演
- 2012年5月、大空祐飛ディナーショー『YUHizm』[10]
- 2014年4月、宝塚歌劇100周年 夢の祭典『時を奏でるスミレの花たち』[注釈 1]
- 2014年8 - 9月、凰稀かなめディナーショー『Metamorphose-メタモルフォーゼ-』
- 2018年2月、『宙組誕生20周年記念イベント』[11]
- 2020年2月、轟悠ディナーショー『Yū, Sparkling Days』[12]
- 2025年4月、『美風舞良　サロンコンサート』（宝塚ホテル）[13]

## 受賞歴
- 2020年、『宝塚歌劇団年度賞』 - 2019年度奨励賞[14]